# Marica Hase
Marica Hase (japanska: 長谷 真理香), född 26 september 1981 i Tokyo, är en japansk porrskådespelare. Hon inledde sin karriär som erotisk modell 2007 och började medverka i pornografiska filmproduktioner 2009, innan hon 2012 flyttade till USA. Hon är en av få japanska porrskådespelare som bytt till och blivit framgångsrik den amerikanska porrbranschen

## Biografi

### Japansk karriär
Hase inledde sin karriär som fotomodell, erotisk modell och aktris i filmkomedier, och medverkade i ett antal DVD-produktioner med avklätt material tillsammans med namn som Tanuki Roku och Go Arisue. Hon kontaktade vid denna tid större produktionsbolag inom den japanska pornografiska branschen och antydde möjligheterna till en övergång till rent pornografiska produktioner. Hon har sagt att övergången från en genre till en annan inte var ett så svårt steg, eftersom skådespeleri i sig handlar om att framträda framför en kamera. Hon menar att pornografi är ett kreativt medium, där hon kan byta roller, iscensätta historier. Hon har genom sin karriär många gånger bidragit med idéer till de olika filmerna.
Som "gravure"-modell använde hon artistnamnet Marica Hase, medan hon marknadsfördes som Marika i samband med sin pornografiska filmdebut. Slutligen kom hon att återgå till att även använda efternamnet.
I september 2009 vann Hase det sponsrade branschpriset "Tinkle" (てぃんくる賞). Tre månader senare gjorde hon sin pornografiska debut, betitlad Actual Gravure Idol x AV Debut, för SOD Create Studio.
I maj 2010 lämnade Hase SOD och inledde arbete för Erotica-serien hos Japan Home Video. Hon började även framträda för andra pornografiska bolag som Moodyz och Cross. I december året därpå framträdde hon i ett nummer av den sportfokuserade dagstidningen Nikkan Sports. Under sin karriär inom den japanska porrbranschen syntes hon i mer än 200 filmproduktioner från ett antal olika bolag, inräknat samlingsutgåvor och nyutgåvor.

### Fortsättning i USA, åsikter
31 mars 2012 offentliggjorde Hase på sin blogg att hon hädanefter skulle fortsätta sin karriär i USA. I januari året därpå valdes hon ut till "Pet of the Month" i Penthouse.

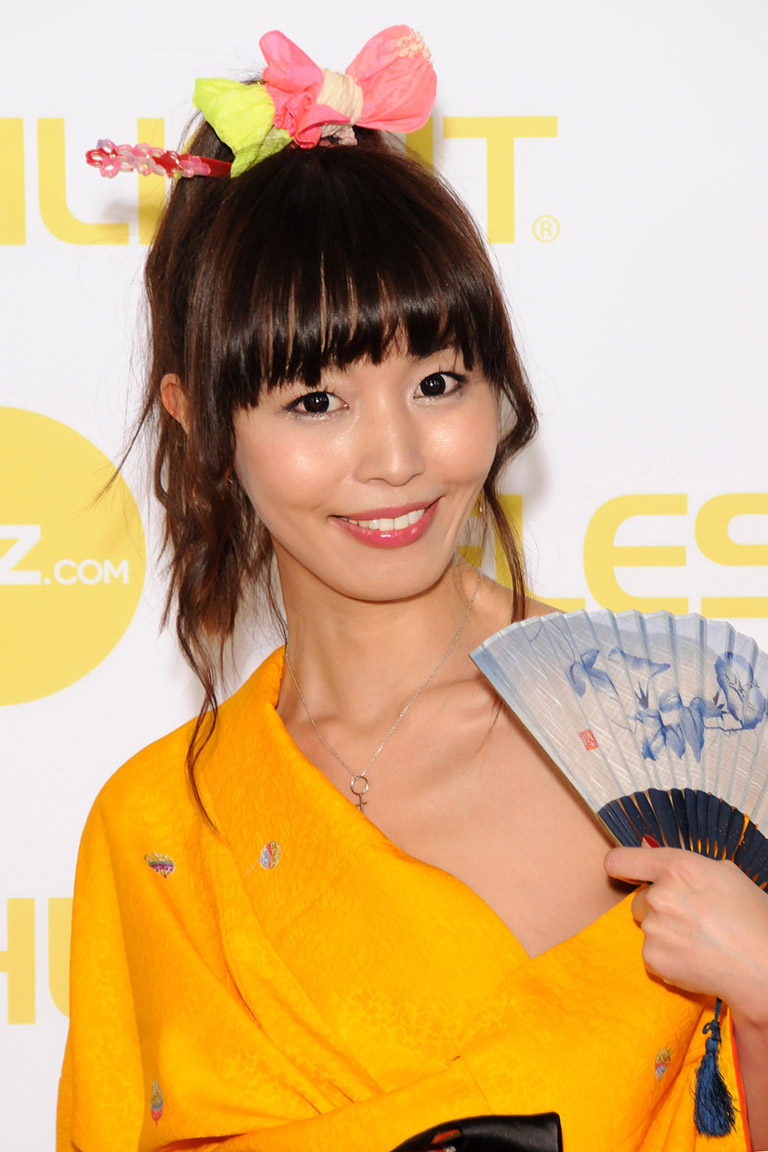
Hase vid 2014 års XBiz Awards-gala.

Ett tag försökte Hase parallellt arbeta för bolag både i Japan och USA. 2014 övergick hon dock mer långsiktigt till den amerikanska delen av branschen via produktioner hos bolag som Brazzers, DDF Network, Evil Angel, Girlfriends Films, Kink.com, Penthouse, Pornbox, Pulse och Reality Kings. I oktober 2019 presenterades hon som omslagsflicka för månadens nummer av Hustler.
Som skådespelare har ofta spelat i entusiastiska roller. Detta skiljer sig mot den i Japan vanliga rollen för en kvinnliga porrskådespelare, som mycket ofta framträder som mer eller mindre skamfull, övertalad eller tvingad till sex. Enligt den tidigare japanske porrskådespelaren är detta kopplat till en bild av japanska kvinnan som generad inför det sexuella, en förlägenhet som en del ser som erotisk. Hase menar att amerikaner mer attraheras av en sexuellt utåtriktad och aggressiv attityd från den deltagande kvinnan, och att detta kan ha att göra med den mer individualistiska kulturen i USA.
Hase är väl medveten om att valet att livnära sig på deltagande inom pornografi leder till diskriminering i många andra delar av samhället. Hon menar samtidigt att en person som uppskattar och kan känna en inre stolthet i att klara av utmaningar kan trivas "hundra gånger" mer i porrbranschen än på ett "normalt jobb".

### Popularitet och utmärkelser
Fram till 2025 har Hase framträtt i knappt 600 produktioner listade av Internet Adult Film Database. Sommaren 2025 hade pornografiska videor med henne visats drygt 120 miljoner gånger på videoplattformen Pornhub, och samtidigt hade Marica Hase-videor uppnått över 220 miljoner visningar hos den största konkurrenten XVideos.
2022 fick Hase emotta AVN Award för "Best Foursome/Orgy Sex Scene" (i filmen Chaired). Hon nominerades 2014 till AVN-priset för "Female Foreign Performer of the Year", och både 2014 och 2015 nominerades hon till XBiz Award i motsvarande priskategori. 2020 valdes hon in i Hall of Fame hos Urban X Awards.

## Privatliv
I februari 2019 avslöjade Hase att hon sent 2018 diagnosticerats med bröstcancer. Hon satte upp en kampanjsida hos gräsrotsfinansieringssajten Gofundme, i syfte att kunna täcka kostnaderna på 50 000 US-dollar för en dubbelsidig mastektomi och bröstrekonstruktion vid City of Hope National Medical Center i Los Angeles-området. Kampanjen täckte också alla relaterade kostnader, eftersom hon inte kunde ta nya uppdrag på fyra månaders tid. Hase meddelade att hon i sin tur skulle donera överskjutande donationer till den icke-vinstdrivande kliniken, och den 5 juni 2019 hade donationskampanjen inkasserat 47 000 dollar.
I övrigt är Hase mycket förtegen om sitt privatliv.